# Muellerargia timorensis
Muellerargia timorensis är en gurkväxtart som beskrevs av Célestin Alfred Cogniaux. Muellerargia timorensis ingår i släktet Muellerargia och familjen gurkväxter. Inga underarter finns listade i Catalogue of Life.